# 费奥多尔·费奥多罗维奇·卢津
费奥多尔·费奥多罗维奇·卢津（俄语：Федор Федорович Лужин，1695年—1727年），俄罗斯大地测量学家、地图学家。
费奥多尔·卢津最初是莫斯科数学与导航学校的学生，后来进入圣彼得堡海军学院学习大地测量学直到1718年。1719年到1721年期间，卢津与伊凡·米哈伊洛维奇·叶夫雷诺夫一起，参与了对堪察加半岛和千岛群岛地图的绘制。1723年至1724年，他对东西伯利亚的不同部分进行测量。1725年至1727年，卢津跟随维他斯·白令，参加了第一次堪察加探险。
马加丹州的卢津湾是以他的名字命名。